# Shame (Williams/Barlow)
Shame is een single van Robbie Williams en Gary Barlow, de helft van wat daarvoor (en ook daarna) Take That was.
Williams en Barlow leefden enige jaren in onmin. Williams had de boyband Take That verlaten en werd door hen nagekeken. Bij een reünie van Take That werd Williams buiten boord gehouden. Uiteindelijk zou de lucht tussen Williams en Barlow pas in 2010 opklaren. Het resultaat van die hernieuwde kennismaking was onder meer dit lied. Barlow zou later verklaren dat het binnen een uur "op papier" stond. Onder leiding van muziekproducent Trevor Horn werd Shame opgenomen en het werd een hit in een behoorlijk aantal landen. Vooral het Verenigd Koninkrijk, thuisbasis van Take That, ging voor de bijl met dit liedje.
De bijbehorend videoclip was van de hand van Vaughan Arnell. Het was een persiflage op Brokeback Mountain.

## Hitnotering
Nederland en België vielen voor dit liedje, Nederland meer dan België. Shame stond dertien weken in de UK Singles Chart en haalde een tweede plaats achter Cee Lo Greens Forget you.

### Nederlandse Top 40
| Positie: | 27 | 20 | 14 | 20 | 20 | 22 | 13 | 10 | 13 | 16 | 21 | 25 | 36 | 40 | uit |

### NederlandseSingle Top 100
| Hitnotering: 4-9-2010 t/m 15-1-2011 | Hitnotering: 4-9-2010 t/m 15-1-2011 | Hitnotering: 4-9-2010 t/m 15-1-2011 | Hitnotering: 4-9-2010 t/m 15-1-2011 | Hitnotering: 4-9-2010 t/m 15-1-2011 | Hitnotering: 4-9-2010 t/m 15-1-2011 | Hitnotering: 4-9-2010 t/m 15-1-2011 | Hitnotering: 4-9-2010 t/m 15-1-2011 | Hitnotering: 4-9-2010 t/m 15-1-2011 | Hitnotering: 4-9-2010 t/m 15-1-2011 | Hitnotering: 4-9-2010 t/m 15-1-2011 | Hitnotering: 4-9-2010 t/m 15-1-2011 | Hitnotering: 4-9-2010 t/m 15-1-2011 | Hitnotering: 4-9-2010 t/m 15-1-2011 | Hitnotering: 4-9-2010 t/m 15-1-2011 | Hitnotering: 4-9-2010 t/m 15-1-2011 | Hitnotering: 4-9-2010 t/m 15-1-2011 | Hitnotering: 4-9-2010 t/m 15-1-2011 | Hitnotering: 4-9-2010 t/m 15-1-2011 | Hitnotering: 4-9-2010 t/m 15-1-2011 | Hitnotering: 4-9-2010 t/m 15-1-2011 | Hitnotering: 4-9-2010 t/m 15-1-2011 |
| Week:                               | 1                                   | 2                                   | 3                                   | 4                                   | 5                                   | 6                                   | 7                                   | 8                                   | 9                                   | 10                                  | 11                                  | 12                                  | 13                                  | 14                                  | 15                                  | 16                                  | 17                                  | 18                                  | 19                                  | 20                                  |                                     |
| ----------------------------------- | ----------------------------------- | ----------------------------------- | ----------------------------------- | ----------------------------------- | ----------------------------------- | ----------------------------------- | ----------------------------------- | ----------------------------------- | ----------------------------------- | ----------------------------------- | ----------------------------------- | ----------------------------------- | ----------------------------------- | ----------------------------------- | ----------------------------------- | ----------------------------------- | ----------------------------------- | ----------------------------------- | ----------------------------------- | ----------------------------------- | ----------------------------------- |
| Positie:                            | 17                                  | 21                                  | 21                                  | 32                                  | 31                                  | 31                                  | 4                                   | 7                                   | 19                                  | 29                                  | 41                                  | 51                                  | 38                                  | 30                                  | 45                                  | 64                                  | 73                                  | 75                                  | 65                                  | 75                                  | uit                                 |

### BelgischeBRT Top 30
| Positie: | 23 | 18 | 14 | 13 | 12 | 6 | 8 | 10 | 11 | 14 | 18 | 25 | 27 | uit |

### VlaamseUltratop 50
| Positie: | 44 | 21 | 38 | 49 | - | 43 | 32 | 33 | 40 | uit |

### NPO Radio 2 Top 2000
Shame stond alleen in 2011 in de NPO Radio 2 Top 2000, op plek 1718.